# Fed Cup 2009
Navigation
Édition précédente Édition suivante
Pour un article plus général, voir Fed Cup.
La Fed Cup 2009 est la 47e édition du plus important tournoi de tennis opposant des équipes nationales féminines.
La finale, qui s'est tenue à Reggio de Calabre les 7 et 8 novembre, a vu l'Italie s'imposer face aux États-Unis (quatre points à zéro).

## Organisation
Organisation inchangée pour cette 47e édition de la Fed Cup avec les groupes mondiaux I et II et les play-offs I et II.
Le groupe mondial I compte huit équipes, les demi-finalistes 2008 et les vainqueurs des play-offs 1, qui s'affrontent par élimination directe dans un tableau à trois tours organisés successivement en février, avril et novembre. Les équipes vaincues au premier tour disputent les play-offs I. 
Le groupe mondial II compte également huit équipes, les vaincus des play-offs I 2008 et les vainqueurs des play-offs II 2008, qui s'affrontent en face à face en un seul tour organisé en février. Les vainqueurs participent aux play-offs I et les vaincus participent aux play-offs II.
Les play-offs I sont organisés en avril entre les éliminés du premier tour du groupe mondial I et les vainqueurs du groupe mondial II. Les vainqueurs participeront aux rencontres du groupe mondial I de l'édition suivante et les vaincus aux rencontres du groupe mondial II de l'édition suivante.
Les play-offs II opposent quatre équipes issues des compétitions par zone géographiques aux quatre perdants des rencontres du groupe mondial II. Les vainqueurs participent au groupe mondial II de l'édition suivante et les vaincus sont relégués dans les compétitions par zones géographiques.
Toutes les rencontres se déroulent au domicile de l'une ou l'autre des équipes qui, sur un week-end, se rencontrent en face à face au meilleur de cinq matchs (quatre simple et un double).

## Résultats

### Groupe mondial I

#### Tableau
|  | 1/4 de finale 07 - 08 février | 1/4 de finale 07 - 08 février |                    |            | 1/2 finale 25 - 26 avril | 1/2 finale 25 - 26 avril |        |   | Finale 07 - 08 novembre | Finale 07 - 08 novembre |
|  |                               |                               |                    |            |                          |                          |        |   |                         |                         |
|  | Russie                        | 5                             |                    |            |                          |                          |        |   |                         |                         |
|  | Chine                         | 0                             |                    |            |                          |                          |        |   |                         |                         |
|  | Chine                         | 0                             |                    | Russie     | 1                        |                          |        |   |                         |                         |
|  |                               |                               |                    | Russie     | 1                        |                          |        |   |                         |                         |
|  |                               |                               | Italie             | 4          |                          |                          |        |   |                         |                         |
|  | France                        | 0                             | Italie             | 4          |                          |                          |        |   |                         |                         |
|  | France                        | 0                             |                    |            |                          |                          |        |   |                         |                         |
|  | Italie                        | 5                             |                    |            |                          |                          |        |   |                         |                         |
|  | Italie                        | 5                             |                    |            |                          |                          | Italie | 4 |                         |                         |
|  |                               |                               |                    |            |                          |                          | Italie | 4 |                         |                         |
|  |                               | États-Unis                    | 0                  |            |                          |                          |        |   |                         |                         |
|  | États-Unis                    | États-Unis                    | 0                  | 3          |                          |                          |        |   |                         |                         |
|  | États-Unis                    |                               |                    | 3          |                          |                          |        |   |                         |                         |
|  | Argentine                     | 2                             |                    |            |                          |                          |        |   |                         |                         |
|  | Argentine                     | 2                             |                    | États-Unis | 3                        |                          |        |   |                         |                         |
|  |                               |                               |                    | États-Unis | 3                        |                          |        |   |                         |                         |
|  |                               |                               | République tchèque | 2          |                          |                          |        |   |                         |                         |
|  | République tchèque            | 4                             | République tchèque | 2          |                          |                          |        |   |                         |                         |
|  | République tchèque            | 4                             |                    |            |                          |                          |        |   |                         |                         |
|  | Espagne                       | 1                             |                    |            |                          |                          |        |   |                         |                         |

#### Quarts de finale
| Russie - Chine - 5 : 0 Olympic Stadium, Moscou, Russie 07 - 08 février, Dur (int.) |                                      |                     |               |
| 1                                                                                  | Svetlana Kuznetsova                  | Yan Zi              | 6-2, 6-4      |
| 1                                                                                  | Elena Dementieva                     | Zhang Shuai         | 6-3, 6-0      |
| 1                                                                                  | Anna Chakvetadze                     | Yan Zi              | 6-1, 6-2      |
| 1                                                                                  | Alisa Kleybanova                     | Sun Tiantian        | 6-1, 6-1      |
| 1                                                                                  | Elena Dementieva Svetlana Kuznetsova | Sun Tiantian Yan Zi | 1-6, 6-4, 6-4 |

| France - Italie - 0 : 5 Palais du Sport, Orléans, France 07 - 08 février, Dur (int.) |                                  |                           |                |
| 2                                                                                    | Amélie Mauresmo                  | Flavia Pennetta           | 6-2, 6-77, 4-6 |
| 2                                                                                    | Alizé Cornet                     | Francesca Schiavone       | 1-6, 6-2, 6-8  |
| 2                                                                                    | Alizé Cornet                     | Flavia Pennetta           | 2-6, 2-6       |
| 2                                                                                    | Amélie Mauresmo                  | Sara Errani               | 3-6, 4-6       |
| 2                                                                                    | Séverine Beltrame Nathalie Dechy | Sara Errani Roberta Vinci | 4-6, 4-6       |

| États-Unis - Argentine - 3 : 2 Surprise Tennis and Racquet Complex, Surprise, États-Unis 07 - 08 février, Dur (ext.) |                          |                            |               |
| 3 | Jill Craybas             | Betina Jozami              | 6-2, 6-1      |
| 3 | Melanie Oudin            | Gisela Dulko               | 2-6, 5-7      |
| 3 | Jill Craybas             | Gisela Dulko               | 1-6, 3-6      |
| 3 | Melanie Oudin            | Betina Jozami              | 2-6, 6-1, 6-2 |
| 3 | Julie Ditty Liezel Huber | Gisela Dulko Betina Jozami | 6-2, 6-3      |

| République tchèque - Espagne - 4 : 1 Brno Exhibition Center, Brno, République tchèque 07 - 08 février, Moquette (int.) |                              |                                       |               |
| 4 | Petra Kvitová                | Carla Suárez Navarro                  | 6-4, 6-4      |
| 4 | Iveta Benešová               | Nuria Llagostera                      | 6-1, 1-6, 4-6 |
| 4 | Lucie Šafářová               | Carla Suárez Navarro                  | 6-4, 6-3      |
| 4 | Petra Kvitová                | Nuria Llagostera                      | 6-4, 7-5      |
| 4 | Iveta Benešová Květa Peschke | Lourdes Domínguez María José Martínez | 6-4, 6-2      |

#### Demi-finales
| Italie - Russie - 4 : 1 Nova Yardinia, Castellaneta Marina, Italie 25 - 26 avril, Terre (ext.) |                           |                                 |                |
| 5                                                                                              | Flavia Pennetta           | Anna Chakvetadze                | 6-4, 6-0       |
| 5                                                                                              | Francesca Schiavone       | Svetlana Kuznetsova             | 1-6, 6-2, 6-3  |
| 5                                                                                              | Flavia Pennetta           | Svetlana Kuznetsova             | 0-6, 3-6       |
| 5                                                                                              | Francesca Schiavone       | A. Pavlyuchenkova               | 7-67, 4-6, 6-2 |
| 5                                                                                              | Sara Errani Roberta Vinci | A. Pavlyuchenkova Nadia Petrova | 1-6, 6-3, 6-4  |

| République tchèque - États-Unis - 2 : 3 Starobrno Rondo Arena, Brno, République tchèque 25 - 26 avril, Dur (int.) |                              |                              |                |
| 6 | Petra Kvitová                | Bethanie Mattek              | 6-3, 7-62      |
| 6 | Iveta Benešová               | Alexa Glatch                 | 1-6, 2-6       |
| 6 | Lucie Šafářová               | Bethanie Mattek              | 6-3, 6-1       |
| 6 | Petra Kvitová                | Alexa Glatch                 | 2-6, 1-6       |
| 6 | Iveta Benešová Květa Peschke | Liezel Huber Bethanie Mattek | 6-2, 6-72, 1-6 |

#### Finale
| Italie - États-Unis - 4 : 0 Circolo del Tennis "Rocco Polimeni", Reggio de Calabre, Italie 07 - 08 novembre, Terre (ext.) |                           |                         |                  |
| 7 | Flavia Pennetta           | Alexa Glatch            | 6-3, 6-1         |
| 7 | Francesca Schiavone       | Melanie Oudin           | 7-62, 6-2        |
| 7 | Flavia Pennetta           | Melanie Oudin           | 7-5, 6-2         |
| 7 | Francesca Schiavone       | Alexa Glatch            | Non disputé      |
| 7 | Sara Errani Roberta Vinci | Liezel Huber Vania King | 4-6, 6-3, [11-9] |

### Groupe mondial II
| Slovaquie - Belgique - 4 : 1 Sibamac Arena National Tennis Centre, Bratislava, Slovaquie 07 - 08 février, Dur (int.) |                                      |                            |               |
| 1 | Dominika Cibulková                   | Kirsten Flipkens           | 7-64, 6-1     |
| 1 | Daniela Hantuchová                   | Yanina Wickmayer           | 7-62, 6-3     |
| 1 | Dominika Cibulková                   | Yanina Wickmayer           | 6-0, 6-3      |
| 1 | Lenka Wienerová                      | Kirsten Flipkens           | 3-6, 6-4, 0-6 |
| 1 | Magdaléna Rybáriková Lenka Wienerová | Tamaryn Hendler Sofie Oyen | 6-4, 6-4      |

| Suisse - Allemagne - 2 : 3 Saalsporthalle Zürich, Zurich, Suisse 07 - 08 février, Dur (int.) |                                |                                   |                |
| 2                                                                                            | Patty Schnyder                 | Anna-Lena Grönefeld               | 7-60, 6-3      |
| 2                                                                                            | Timea Bacsinszky               | Sabine Lisicki                    | 0-6, 4-6       |
| 2                                                                                            | Patty Schnyder                 | Sabine Lisicki                    | 6-74, 7-5, 6-1 |
| 2                                                                                            | Timea Bacsinszky               | Anna-Lena Grönefeld               | 3-6, 1-6       |
| 2                                                                                            | Patty Schnyder Stefanie Vögele | Anna-Lena Grönefeld Tatjana Malek | 4-6, 3-6       |

| Serbie - Japon - 4 : 1 Belgrade Arena, Belgrade, Serbie 07 - 08 février, Dur (int.) |                               |                             |               |
| 3                                                                                   | Ana Ivanović                  | Ai Sugiyama                 | 6-4, 6-4      |
| 3                                                                                   | Jelena Janković               | Ayumi Morita                | 6-1, 6-0      |
| 3                                                                                   | Jelena Janković               | Ai Sugiyama                 | 6-3, 6-2      |
| 3                                                                                   | Ana Ivanović                  | Ayumi Morita                | 6-1, 6-2      |
| 3                                                                                   | Jelena Janković Ana Jovanović | Rika Fujiwara Aiko Nakamura | 6-3, 5-7, ab. |

| Ukraine - Israël - 3 : 2 Palace of Sports "Lokomotiv", Kharkiv, Ukraine 07 - 08 février, Dur (int.) |                                      |                             |                |
| 4                                                                                                   | Alona Bondarenko                     | Tzipora Obziler             | 6-4, 6-4       |
| 4                                                                                                   | Kateryna Bondarenko                  | Shahar Peer                 | 3-6, 7-66, 3-6 |
| 4                                                                                                   | Alona Bondarenko                     | Shahar Peer                 | 6-4, 5-7, 4-6  |
| 4                                                                                                   | Kateryna Bondarenko                  | Tzipora Obziler             | 6-1, 4-6, 6-0  |
| 4                                                                                                   | Alona Bondarenko Kateryna Bondarenko | Tzipora Obziler Shahar Peer | 6-3, 6-2       |

Les équipes de Slovaquie, Allemagne, Serbie et Ukraine, gagnantes, sont qualifiées pour les barrages du Groupe Mondial I en 2010.
Les équipes de Belgique, Suisse, Japon et Israël, perdantes devront disputer les barrages du Groupe Mondial II en 2010.

### Play-offs I
| Espagne - Serbie - 0 : 4 Club de Tennis Lleida, Lérida, Espagne 25 - 26 avril, Terre (ext.) |                                    |                                 |                |
| 1                                                                                           | María José Martínez                | Jelena Janković                 | 3-6, 4-6       |
| 1                                                                                           | Anabel Medina                      | Ana Ivanović                    | 6-3, 1-6, 2-6  |
| 1                                                                                           | Anabel Medina                      | Jelena Janković                 | 3-6, 6-3, 3-6  |
| 1                                                                                           | María José Martínez                | Ana Jovanović                   | 6-3, 3-6, 6-70 |
| 1                                                                                           | Lourdes Domínguez Nuria Llagostera | Ana Jovanović Aleksandra Krunić | Non disputé    |

| France - Slovaquie - 3 : 2 Palais des Sports Beaublanc, Limoges, France 25 - 26 avril, Terre (int.) |                                |                                       |                |
| 2                                                                                                   | Alizé Cornet                   | Daniela Hantuchová                    | 7-62, 3-6, 4-6 |
| 2                                                                                                   | Amélie Mauresmo                | Dominika Cibulková                    | 4-6, 6-2, 6-3  |
| 2                                                                                                   | Alizé Cornet                   | Dominika Cibulková                    | 2-6, 7-5, 4-6  |
| 2                                                                                                   | Amélie Mauresmo                | Daniela Hantuchová                    | 7-5, 6-4       |
| 2                                                                                                   | Nathalie Dechy Amélie Mauresmo | Dominika Cibulková Daniela Hantuchová | 4-6, 6-1, 6-4  |

| Allemagne - Chine - 3 : 2 Frankfurter TC 1914 Palmengarten, Francfort, Allemagne 25 - 26 avril, Terre (ext.) |                                    |                      |               |
| 3 | Sabine Lisicki                     | Zheng Jie            | 6-4, 2-6, 6-4 |
| 3 | Anna-Lena Grönefeld                | Peng Shuai           | 4-6, 6-4, 6-2 |
| 3 | Anna-Lena Grönefeld                | Zheng Jie            | 5-7, 4-6      |
| 3 | Tatjana Malek                      | Peng Shuai           | 2-6, 6-2, 5-7 |
| 3 | Anna-Lena Grönefeld Sabine Lisicki | Peng Shuai Zheng Jie | 4-6, 7-5, 6-2 |

| Argentine - Ukraine - 0 : 5 Club Nautico Mar del Plata, Mar del Plata, Argentine 25 - 26 avril, Terre (ext.) |                                |                                |               |
| 4 | Jorgelina Cravero              | Mariya Koryttseva              | 6-4, 5-7, 2-6 |
| 4 | María Irigoyen                 | Alona Bondarenko               | 3-6, 3-6      |
| 4 | Jorgelina Cravero              | Alona Bondarenko               | 1-6, 2-6      |
| 4 | Aranza Salut                   | Olga Savchuk                   | 2-6, 1-6      |
| 4 | María Irigoyen Paula Ormaechea | Mariya Koryttseva Olga Savchuk | 2-6, 0-6      |

- Les équipes gagnantes, Serbie, France, Allemagne et Ukraine évolueront dans le groupe mondial en 2011.
- Les équipes vaincues, Espagne, Slovaquie, Chine et Argentine sont reléguées dans le groupe mondial II.

### Play-offs II
| Belgique - Canada - 3 : 2 Grenslandhallen - Ethias Arena, Hasselt, Belgique 25 - 26 avril, Terre (int.) |                                   |                                     |               |
| 1 | Tamaryn Hendler                   | Aleksandra Wozniak                  | 6-4, 5-7, 2-6 |
| 1 | Yanina Wickmayer                  | Stéphanie Dubois                    | 6-1, 6-3      |
| 1 | Yanina Wickmayer                  | Aleksandra Wozniak                  | 6-2, 6-4      |
| 1 | Tamaryn Hendler                   | Stéphanie Dubois                    | 5-7, 5-7      |
| 1 | Kirsten Flipkens Yanina Wickmayer | Stéphanie Dubois Aleksandra Wozniak | 6-1, 6-3      |

| Estonie - Israël - 3 : 2 Tondi Tennis Club, Tallinn, Estonie 25 - 26 avril, Dur (int.) |                       |                             |                |
| 2                                                                                      | Kaia Kanepi           | Tzipora Obziler             | 6-1, 6-3       |
| 2                                                                                      | Maret Ani             | Shahar Peer                 | 1-6, 0-6       |
| 2                                                                                      | Kaia Kanepi           | Shahar Peer                 | 6-3, 6-4       |
| 2                                                                                      | Maret Ani             | Tzipora Obziler             | 6-4, 6-75, 3-6 |
| 2                                                                                      | Maret Ani Kaia Kanepi | Tzipora Obziler Shahar Peer | 1-6, 6-4, 8-6  |

| Pologne - Japon - 3 : 2 Tenisowy Klub Sportowy Arka Gdynia, Gdynia, Pologne 25 - 26 avril, Terre (ext.) |                              |                          |               |
| 3 | Urszula Radwańska            | Ai Sugiyama              | 3-6, 1-6      |
| 3 | Agnieszka Radwańska          | Akiko Morigami           | 6-2, 6-1      |
| 3 | Agnieszka Radwańska          | Ai Sugiyama              | 7-65, 6-1     |
| 3 | Urszula Radwańska            | Ayumi Morita             | 2-6, 4-6      |
| 3 | Klaudia Jans Alicja Rosolska | Ayumi Morita Ai Sugiyama | 1-6, 6-3, 6-3 |

| Australie - Suisse - 3 : 1 Mildura Lawn Tennis Club, Mildura, Australie 25 - 26 avril, Herbe (ext.) |                            |                                 |                |
| 4                                                                                                   | Samantha Stosur            | Amra Sadiković                  | 6-1, 6-2       |
| 4                                                                                                   | Jelena Dokić               | Stefanie Vögele                 | 7-61, 6-4      |
| 4                                                                                                   | Samantha Stosur            | Stefanie Vögele                 | 7-62, 5-7, 6-3 |
| 4                                                                                                   | Jessica Moore              | Mateja Kraljevic                | 7-5, 4-6, 4-6  |
| 4                                                                                                   | Jelena Dokić Rennae Stubbs | Mateja Kraljevic Amra Sadiković | Non disputé    |

À l'issue de ces barrages, les équipes de Serbie, France, Allemagne et Ukraine sont qualifiées pour le Groupe Mondial 2010 et les équipes d'Espagne, Slovaquie, Chine et Argentine sont reléguées dans le Groupe Mondial II 2010.

## Bilan
Victoire :  Italie
Finaliste :  États-Unis
Équipes du Groupe Mondial se maintenant dans le Groupe Mondial :  Italie,  États-Unis,  Russie,  Tchéquie et  France
Équipes du Groupe Mondial II promues dans le Groupe Mondial :  Serbie,  Allemagne et  Ukraine
Équipes du groupe Mondial reléguées dans le Groupe Mondial II :  Chine,  Argentine et  Espagne
Équipes du Groupe Mondial II se maintenant dans le Groupe Mondial II :  Belgique et  Slovaquie
Équipes des 'zones' promues dans le Groupe Mondial II :  Estonie,  Pologne et  Australie
Équipes du Groupe Mondial II reléguées dans leur zones respectives :  Israël,  Japon et  Suisse

## Zone Europe/Afrique

### Groupe I
| Équipes participantes |                    |          |             |             |
| Groupe A              | Luxembourg         | Pays-Bas | Royaume-Uni | Hongrie     |
| Groupe B              | Bosnie-Herzégovine | Suède    | Pologne     | Roumanie    |
| Groupe C              | Slovénie           | Autriche | Danemark    | Biélorussie |
| Groupe D              | Estonie            | Bulgarie | Croatie     | -           |

Matchs joués à Tallinn, Estonie
À l'issue des matchs sont qualifiées pour les barrages du Groupe Mondial :  Estonie et  Pologne
et sont relégués dans le Groupe II de la Zone Europe/Afrique :  Bulgarie et  Luxembourg

### Groupe II
| Équipes participantes |         |          |                |
| Groupe A              | Maroc   | Portugal | Lettonie       |
| Groupe B              | Turquie | Géorgie  | Afrique du Sud |

Matchs joués à Antalya, Turquie
À l'issue des matchs sont promus dans le Groupe I de la Zone Europe/Afrique :  Lettonie et  Portugal
et sont relégués dans le Groupe III de la Zone Europe/Afrique :  Maroc et  Turquie

### Groupe III
| Équipes participantes |               |          |         |         |          |         |
| Groupe A              | Malte         | Finlande | Grèce   | Algérie | Irlande  | -       |
| Groupe B              | Liechtenstein | Norvège  | Islande | Égypte  | Moldavie | Arménie |

Matchs joués à Marsa, Malte
À l'issue des matchs sont promues dans le Groupe II de la Zone Europe/Afrique :  Grèce et  Arménie

## Zone Amériques

### Groupe I
| Équipes participantes |          |         |            |
| Groupe A              | Canada   | Bahamas | Porto Rico |
| Groupe B              | Paraguay | Brésil  | Colombie   |

Matchs joués à Montréal, Canada
À l'issue des matchs est qualifié pour les barrages du Groupe Mondial II :  Canada
et sont relégués dans le Groupe II de la Zone Amériques :  Bahamas et  Porto Rico

### Groupe II
| Équipes participantes |                        |           |                   |         |         |
| Groupe A              | Panama                 | Chili     | Pérou             | Mexique | -       |
| Groupe B              | République dominicaine | Guatemala | Trinité-et-Tobago | Cuba    | Bolivie |

Matchs joués à Saint-Domingue en République dominicaine
À l'issue des matchs sont promus dans le Groupe I de la Zone Amériques :  Cuba et  Chili

## Zone Asie/Océanie

### Groupe I
| Équipes participantes |           |                |                  |              |
| Groupe A              | Indonésie | Ouzbékistan    | Nouvelle-Zélande | Inde         |
| Groupe B              | Thaïlande | Taipei chinois | Australie        | Corée du Sud |

Matchs joués à Perth en Australie
À l'issue des matchs est qualifiée pour les barrages du Groupe Mondial II :  Australie
et est reléguée dans le Groupe II de la Zone Asie/Océanie :  Inde

### Groupe II
| Équipes participantes |           |           |            |
| Iran                  | Hong Kong | Singapour | Kazakhstan |

Matchs joués à Perth en Australie
À l'issue des matchs est promu dans le Groupe I de la Zone Asie/Océanie :  Kazakhstan